# Arquebuse
L'arquebuse, anche conosciuto come alpestre, è un distillato di erbe.

## Storia
È possibile datare le fonti storiche che parlano dell'arquebuse intorno alla fine del secolo XVII. Sicuramente prodotto originariamente in Francia, nella zona di Lione e del Rhone-Alpes, nacque nei monasteri.
Il significato del nome ha più spiegazioni: dall'uso curativo sulle ferite da archibugio (anche se il liquore fu creato sicuramente assai prima dell'invenzione delle armi da fuoco) alla sensazione che si ha nello stomaco dopo averlo bevuto, a causa dell'alta gradazione alcolica.

## Caratteristiche del prodotto
La gradazione alcolica di questo liquore è elevata, e varia dai 30 ai 45°.
Il colore varia dal giallo paglierino al verde chiaro.

## Componenti e modalità di preparazione
Variabile da produttore a produttore, la ricetta dell'arquebuse prevede 33 erbe, fra le quali il genepì, la verbena, la menta, la camomilla, la valeriana, l'issopo e infine il tanaceto, che ne è l'ingrediente principale. Quest'ultimo, in piemontese viene anche chiamato "erba di Arquibus". 

Le erbe vengono fatte macerare, alcune secche, altre fresche, con l'alcool e dopo viene distillato il liquido ottenuto. Il liquore viene fatto invecchiare in botti di rovere.

## Zona di produzione
Anticamente veniva prodotto in quasi tutto il Piemonte. Oggigiorno è prodotto con il nome alpestre nella città di Carmagnola (TO), dove viene considerato prodotto agroalimentare tradizionale.